# Gus Forslund
Pour les articles homonymes, voir Forslund.
Gustaf Oliver Forslund (né le 25 avril 1906 à Umeå, en Suède - mort le 29 juillet 1962 à Geraldton, dans la province de l'Ontario au Canada) est un joueur professionnel canadien de hockey sur glace d'origine suédoise,.

## Carrière de joueur
Premier joueur de l'histoire né en Suède à évoluer dans la Ligue nationale de hockey, arrivé très jeune au Canada, il fait ses premiers pas dans le hockey organisé dans son pays d'adoption. Joignant les Ports de Port Arthur, il y joue deux saisons ratant la saison 1928-29 au complet en raison d'une blessure. Il devient professionnel lors de la saison 1929-30 avec les Hornets de Duluth. Il y évolue trois saisons avant de signer un contrat avec les Sénateurs d'Ottawa pour la saison 1932-33. À sa seule saison dans la Ligue nationale de hockey, il inscrit 13 points dont 4 buts en 48 parties.
Il joue ensuite trois autres saisons dans les rangs professionnels avant de devenir entraîneur pour une saison avec les Wanderers de Fort William. Il met fin définitivement à sa carrière en 1941.

## Statistiques
| Saison     | Équipe                    | Ligue      |    | Saison régulière | Saison régulière | Saison régulière | Saison régulière | Saison régulière |   | Séries éliminatoires | Séries éliminatoires | Séries éliminatoires | Séries éliminatoires | Séries éliminatoires |
| Saison     | Équipe                    | Ligue      | PJ | B                | A                | Pts              | Pun              | PJ               | B | A                    | Pts                  | Pun                  |                      |                      |
| 1926-1927  | Ports de Port Arthur      | TBSHL      | 16 | 1                | 1                | 2                | 2                | -                | - | -                    | -                    | -                    |                      |                      |
| 1927-1928  | Ports de Port Arthur      | TBSHL      | 19 | 10               | 1                | 11               | 10               | 2                | 0 | 0                    | 0                    | 0                    |                      |                      |
| 1929-1930  | Hornets de Duluth         | AAH        | 48 | 9                | 5                | 14               | 32               | 4                | 0 | 2                    | 2                    | 4                    |                      |                      |
| 1930-1931  | Hornets de Duluth         | AAH        | 47 | 18               | 10               | 28               | 30               | 4                | 1 | 0                    | 1                    | 10                   |                      |                      |
| 1931-1932  | Hornets de Duluth         | AAH        | 48 | 14               | 13               | 27               | 24               | 8                | 5 | 1                    | 6                    | 7                    |                      |                      |
| 1932-1933  | Sénateurs d'Ottawa        | LNH        | 48 | 4                | 9                | 13               | 2                | -                | - | -                    | -                    | -                    |                      |                      |
| 1933-1934  | Bulldogs de Windsor       | LIH        | 43 | 8                | 12               | 20               | 12               | -                | - | -                    | -                    | -                    |                      |                      |
| 1934-1935  | Arrows de Philadelphie    | Can-Am     | 48 | 20               | 32               | 52               | 15               | -                | - | -                    | -                    | -                    |                      |                      |
| 1935-1936  | Eagles de New Haven       | Can-Am     | 48 | 16               | 17               | 33               | 26               | -                | - | -                    | -                    | -                    |                      |                      |
| 1937-1938  | Wanderers de Fort William | TBSHL      | 1  | 2                | 0                | 2                | 0                | -                | - | -                    | -                    | -                    |                      |                      |
| 1938-1939  | Zephyrs de Duluth         | TBSHL      | 11 | 8                | 13               | 21               |                  | -                | - | -                    | -                    | -                    |                      |                      |
| 1938-1939  | Zephyrs de Duluth         | USHL       | 26 | 18               | 13               | 31               | 7                | -                | - | -                    | -                    | -                    |                      |                      |
| 1939-1940  | Gold Miners de Geraldton  | TBSHL      | 24 | 18               | 21               | 39               | 8                | 3                | 1 | 0                    | 1                    | 2                    |                      |                      |
| 1940-1941  | Gold Miners de Geraldton  | TBSHL      | 12 | 6                | 3                | 9                | 2                | 4                | 0 | 1                    | 1                    | 0                    |                      |                      |
| Totaux LNH | Totaux LNH                | Totaux LNH | 48 | 4                | 9                | 13               | 2                | -                | - | -                    | -                    | -                    |                      |                      |